# Birgit Õigemeel

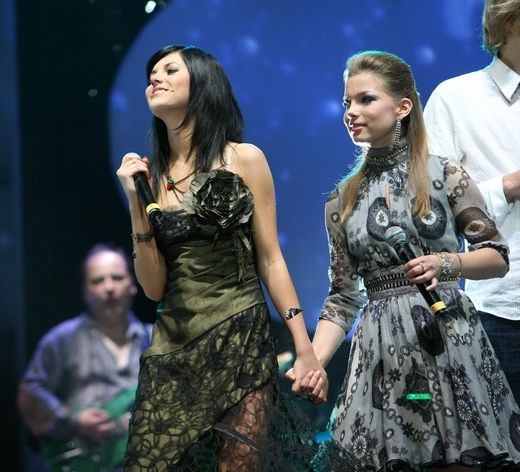
Eesti otsib superstaari 2007, final avec Birgit Õigemeel et Luisa Värk

Birgit Õigemeel, née le 24 septembre 1988 à Kohila en Estonie, est une chanteuse estonienne et la première lauréate de l'émission Eesti otsib superstaari (l'équivalent estonien de Nouvelle Star). Elle représente l'Estonie au Concours Eurovision de la chanson 2013.

## Ses débuts et ses succès
En 2007, Õigemeel joue le rôle de Sylvia dans la pièce Les Deux Gentilshommes de Vérone, comédie écrite par William Shakespeare et dirigée par le metteur en scène estonien Lembit Peterson (en) à la salle Theatrum de Tallinn.
Toujours en 2007, elle se fait connaitre du grand public pour avoir remporté la 1re saison d'Eesti otsib superstaari. La même année, elle devient la 1re artiste non italienne à remporter le Prix de la Branche d'olivier dorée au Festival de la culture italienne L'Olivo d'Oro (L'Olive d'Or).
En 2008, elle participe à l'Eurolaul 2008 (sélection estonienne pour l'Eurovision), où elle termine 3e. Elle participe aussi à l'Eesti Laul en 2012, avec You're Not Alone en duo avec Violina sur, arrivée 7e de la finale nationale.

## Eurovision 2013
Õigemeel est sélectionnée pour représenter l'Estonie au Concours Eurovision de la chanson 2013, avec la chanson Et uus saaks alguse (en français, « Un nouveau départ »), par le biais de l'Eesti Laul. Elle se qualifia pour la finale en finissant 10e de sa demi-finale avec 52 points. Elle finira 20e de la finale avec 19 points. Depuis la création de l'Eesti Laul (2009), elle est la 4e candidate à se qualifier pour la finale.

## Vie privée
Elle accouche de son premier enfant à l'automne 2013, Simeon. Indrek Sarrap est son compagnon et son manager.

## Discographie

### Albums
- Birgit Õigemeel (2008-01-25)
- Ilus aeg (2008-11-11)
- Teineteisel pool (2009-11-19)
- Uus algus (2013-12-03)

### Singles
- Kas tead, mida tähendab... (13 November 2007)
- 365 Days, 3e à l'Eurolaul 2008 (2008)
- Homme (2008)
- Ise (2008)
- Last Christmas (2008)
- Talve võlumaa (2008)
- Moonduja (2009)
- See öö (2009)
- Põgenen (avec Koit Toome) (2010)
- Iialgi (avec Violina) (2010)
- Eestimaa suvi (2010)
- Parem on ees (2011)
- You're not alone (avec Violina), 7e de l'Eesti Laul 2012 (2011)
- Et uus saaks alguse, gagnante de l'Eesti Laul 2013 et 20e au Concours Eurovision de la chanson 2013 (2012)
- Sea of Life (avec Violina) (2013)
- Nii täiuslik see (2013)
- Olen loodud rändama (2013)
- Lendame valguskiirusel (2014)